# Gene Kranz

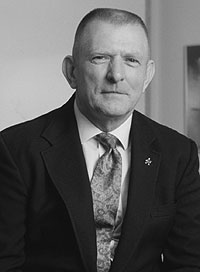
Gene Kranz

Eugene Francis (Gene) Kranz (Toledo (Ohio), 17 augustus 1933) is een gepensioneerde Amerikaanse vluchtdirecteur en -manager van de NASA.
Kranz diende als vluchtdirecteur tijdens de Gemini- en Apollo-programma's, en is bekend geworden door zijn optreden tijdens het redden van de bemanning van de Apollo 13 in 1970 en had ook de leiding van de vlucht van Apollo 11 in juli 1969. Zowel de astronauten als hijzelf en zijn team ontvingen hiervoor de presidentiële Medal of Freedom.
Hij is ook beroemd vanwege zijn haarstijl en de vesten in verschillende stijlen en materialen die hij als vluchtdirecteur tijdens de missies droeg.